# جان‌بلاغ (شهرستان نارین)
جان‌بلاغ (به لاتین: Jan-Bulak) یک منطقهٔ مسکونی در قرقیزستان است که در شهرستان نارین واقع شده‌است. جان‌بلاغ ۲٬۱۴۸ نفر جمعیت دارد.